# Der Boxer (1997)
Der Boxer aus dem Jahr 1997 ist ein irischer Spielfilm von Jim Sheridan über eine schwierige Liebesgeschichte vor dem Hintergrund des Nordirlandkonfliktes.

## Handlung
Danny Flynn kommt 1992 nach vierzehn Jahren Haft aus dem Gefängnis in Belfast, nachdem er als 18-Jähriger die Schuld des IRA-Aktivisten Harry für einen Bombenanschlag übernahm. Seitdem hat er sich von der IRA distanziert. Trotzdem zieht es ihn zurück in den katholisch dominierten Teil Belfasts, wo der frühere Boxer mit seinem früheren Trainer Ike eine überkonfessionelle Boxschule eröffnen will. Danny trifft auf Maggie, seine frühere Freundin, zu der er seit seiner Inhaftierung jeden Kontakt abbrach. Obwohl sie ihn liebt, heiratete sie schließlich ein anderes IRA-Mitglied und wurde Mutter. Mittlerweile sitzt ihr Mann selber in Haft. Die Gefühle von Danny und Maggie flammen wieder auf. Ihrer Beziehung stehen aber nicht nur die familiären Bindungen entgegen, sondern auch die komplizierten Verhältnisse im Umfeld der IRA, in der die Frauen inhaftierter Kämpfer eine ganz besondere Wertschätzung genießen. Außerdem gibt es Komplikationen wegen Streitereien um die zukünftige Ausrichtung der Organisation. Maggies Vater, der eine Führungsposition innehat, plädiert für eine vorsichtige Annäherung an die englische Besatzungsmacht, Harry will den Krieg fortführen. Als Ike ihn provoziert und er Ike deswegen tötet und sich Danny und Maggie zueinander bekennen wollen, bricht der Konflikt mit Harry offen zutage. Nachdem Ike beigesetzt wurde, wird der Wagen mit Danny, Maggie und ihrem Sohn Liam von Harry und seinen Leuten gestoppt. Danny wird zusammengeschlagen und soll anschließend in einer Bahnunterführung exekutiert werden. Doch wird überraschenderweise nicht Danny erschossen, sondern Harry.

## Kritik
- film-dienst 4/1998: Ein ebenso ernsthafter wie aufrichtiger Film, der das Leid und Elend eines durch Bürgerkrieg zerrütteten Landes zeigt und sich vorbehaltlos dem Pazifismus verschrieben hat. Effektvoll inszeniert und überzeugend gespielt.
- epd Film 3/98: Auch wenn manche Handlungselemente ein wenig vordergründig und vage bleiben, die Stimmung in Nord-Irland, vor allem die Auseinandersetzungen innerhalb der IRA, dürften ziemlich genau getroffen sein.
- Die Deutsche Film- und Medienbewertung FBW in Wiesbaden verlieh dem Film das Prädikat wertvoll.